# 金津園

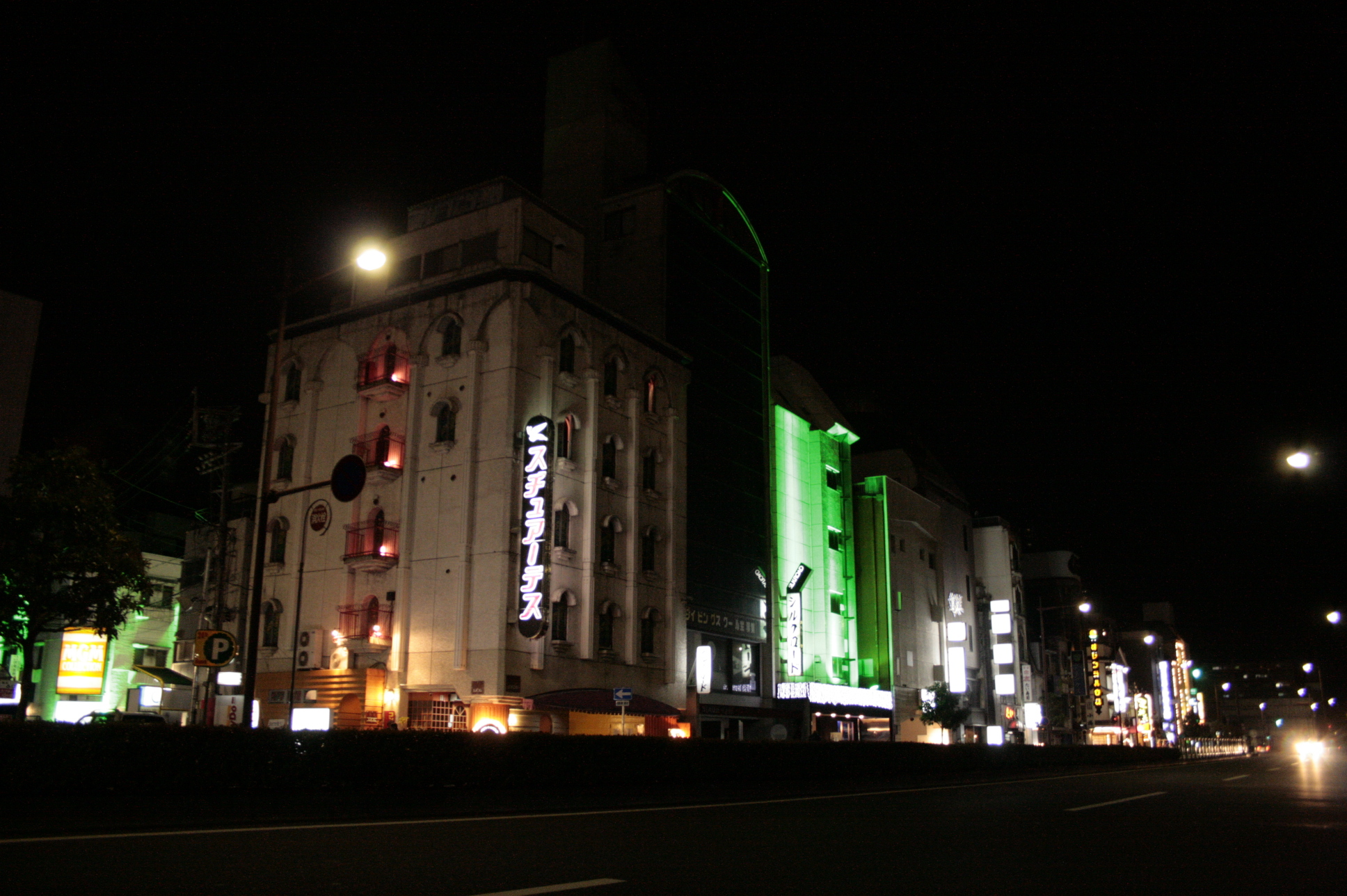
金津園の夜景

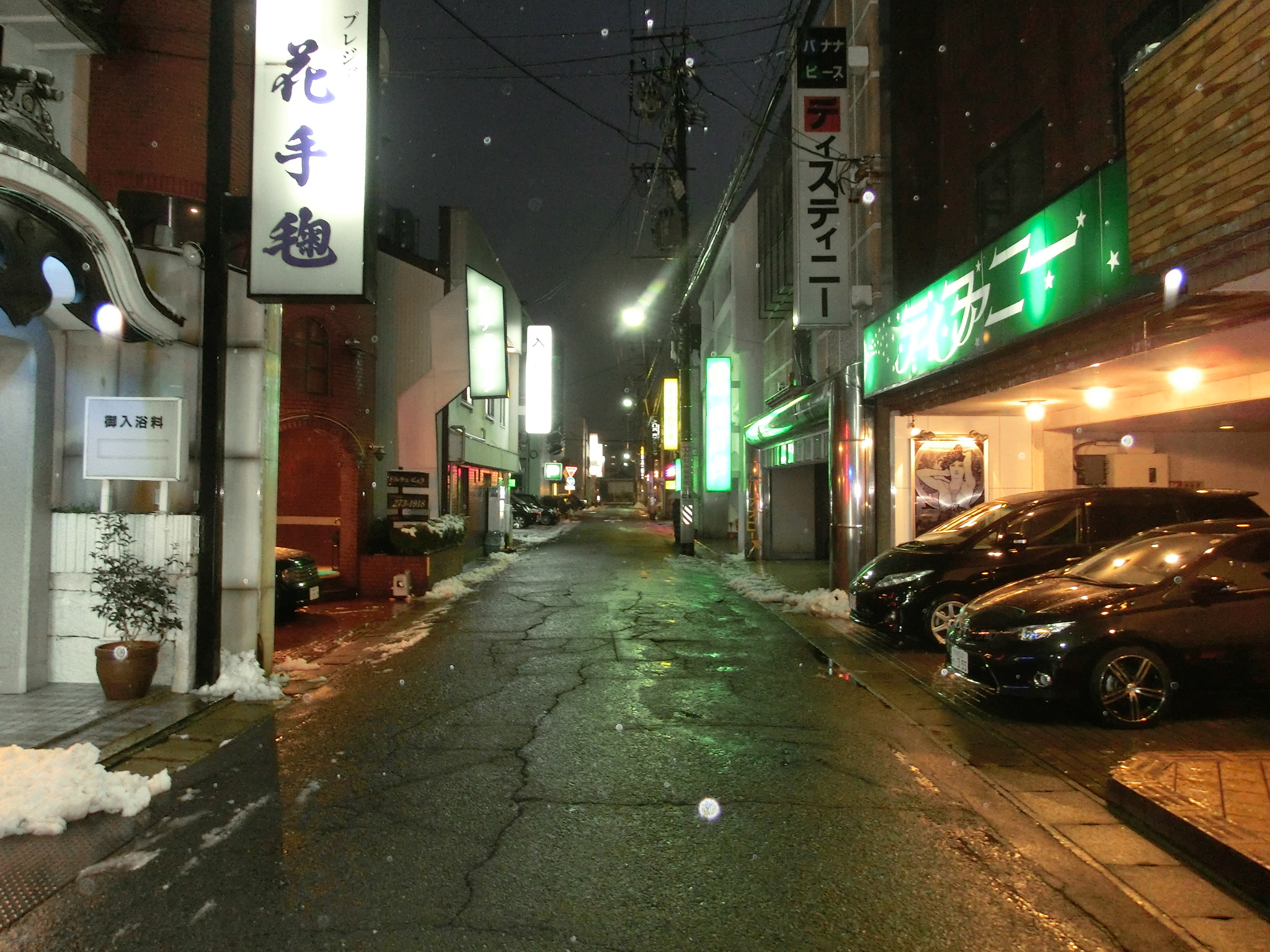
金津園の2丁目西側付近

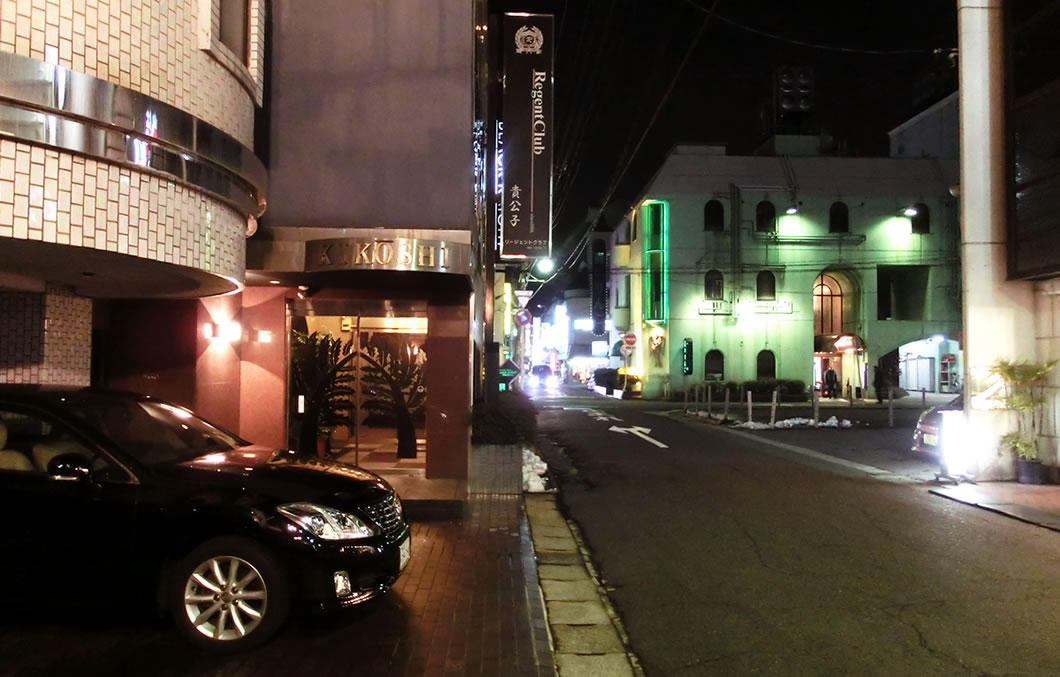
金津園の夜景、2丁目東側

金津園（かなづえん）は、岐阜県岐阜市加納水野町に位置する中部地方最大のソープランド街である。

## 概要
JR東海道本線・高山本線 岐阜駅南口から西へ、徒歩で3分程度。

## 歴史
1888年（明治21年）、大矢富次郎らによって厚見郡上加納村字高巌に開かれた金津遊廓が始まりである。現在の岐阜市大富町・栄枝町・柳ケ瀬通5 - 6丁目・日ノ出町4 - 5丁目付近（西柳ヶ瀬と通称される箇所）に所在した（当時58軒あったという）。なお、大富町の町名は大矢富次郎に由来する。
1945年（昭和20年）、この地に川崎航空機工業の寮を建設するため、岐阜市長森蔵前字東中島（現在の岐阜市手力町付近）に強制移転される。整然とした地割上に急造されたが、バラック造りの風情がないものだったという。戦後ここは、手力特殊喫茶街と呼ばれるようになる。
1950年（昭和25年）10月15日、岐阜駅南口の西方、岐阜市加納水野町にあった富士瓦斯紡績岐阜工場跡地に一斉移転。この時業者は60軒あり、場所取りはくじ引きの上決められたという。この時1軒あたりの広さは63坪にきっちりとわけられた（現在も各店の敷地面積がほぼ同じなのはこの名残）。その後赤線地帯を経て、ソープ街になったものである（東京の吉原などと同様）。最盛期の1993年（平成5年）には69店を数えたが、2008年（平成20年）のリーマンショックや後述する市道拡張に伴う廃業などもあり、2017年（平成29年）時点では54店まで減少している。なお、周囲は普通の住宅地になっている。
2021年（令和3年）、岐阜県暴力団排除条例が改正され、金津園一帯が暴力団排除特別強化地域を指定。同地域内で暴力団がみかじめ料徴収を行うこと、また、店側がみかじめ料を支払うことに対して罰則規定が設けられた。

## 摘発
- 2013年（平成25年）1月13日、岐阜県警察は「売春が行われている」との情報提供に基づき、売春防止法違反（業としての場所提供）の容疑で4店舗を家宅捜索し、会計帳簿や従業員名簿などを押収した。このうち、2店舗の経営者が売春防止法違反容疑で逮捕された。逮捕者は合計で10人前後に上る見通しとなっている。金津園に対する強制捜査は2007年（平成19年）以来6年ぶりである[3]。
- 2017年（平成29年）2月12日、岐阜県警察は「売春が行われている」との情報提供に基づき、売春防止法違反（業としての場所提供）の容疑で店舗を家宅捜索し、パソコンや帳簿類などを押収した。当該店舗の経営者など5人が売春防止法違反容疑で逮捕された[4]。
- 2024年（令和6年）1月17日、岐阜県警察は「売春が行われている」との情報提供に基づき、売春防止法違反（業としての場所提供）の容疑で1店舗を家宅捜索し、パソコンや帳簿類などを押収した。当該店舗の経営者など4人が売春防止法違反容疑で逮捕された[5]。

## 市道水野町線
岐阜駅南口周辺の混雑を解消する目的で、忠節橋通りを南へ延長する形で加納水野町1丁目交差点から金津園中央部を縦断する水野町線の計画がなされた。当初予定では2007年（平成19年）完了予定だったが、県条例などで店舗の移転が認められていない（道路建設予定地に立地する店には廃業以外の選択肢が無い）こともあって計画は大幅に遅れていた。
2023（令和5）年7月6日、暫定2車線にて供用開始。

## 金津園を舞台にした作品

### 楽曲
- 金津園（2013年（平成25年））（鳴ル銅鑼）